# Victoria (Brit Columbia)
Victoria a kanadai csendes-óceáni partvidék közelében fekvő Vancouver-szigetnek a Juan de Fuca-szorosra néző déli csücskén helyezkedik el. A sziget legnagyobb városa 1868 óta az ország legnyugatibb tartományának, Brit Columbiának (BC) a fővárosa, miután átvette ezt a szerepet a kontinensen fekvő New Westminstertől. Az ott lakók ellenzése dacára ez a határozat 1898-ban megerősítést nyert az új kormányépület, a Parlament megnyitásával. Lakosainak száma 78 000. Több szomszédos településsel együtt fővárosi régió övezetet alkot (Nagy Victoria), amely a második legnagyobb metropolisz BC-ban 330 000 lakossal (2001-ben 325 754 fő).

## Elhelyezkedése

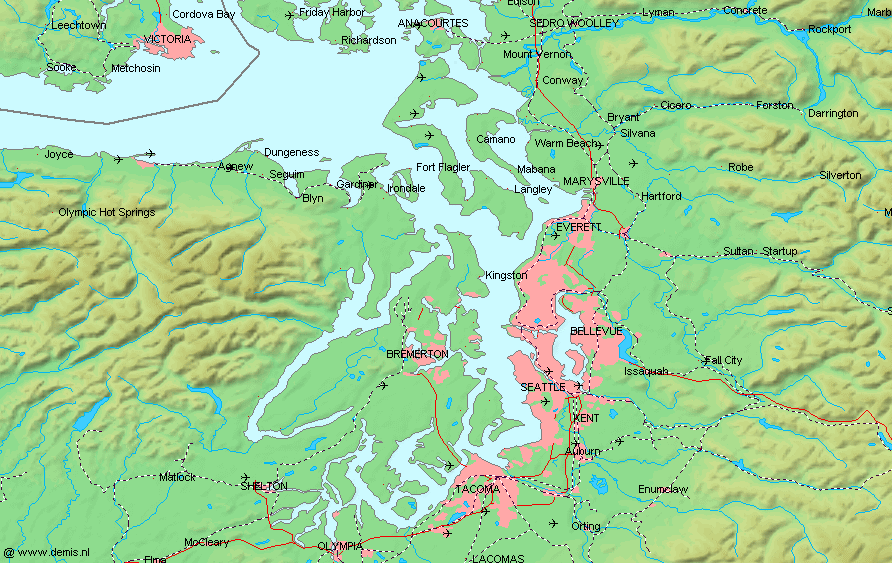
Victoria fekvése Puget Sound térképén (balra fent)

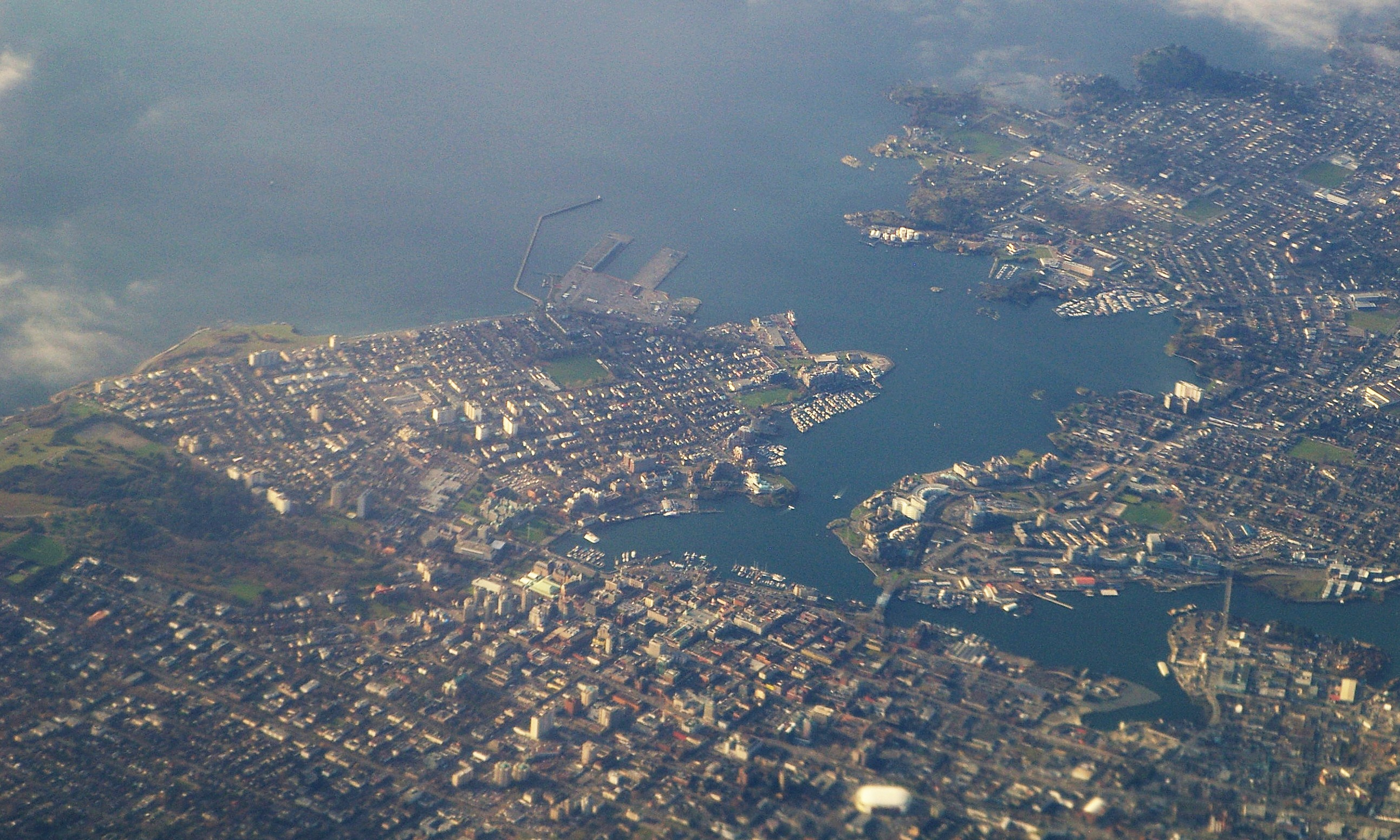
Légifotó

Victoria mintegy 100 km-re van BC legnagyobb városától, az odaát a kontinensen fekvő Vancouvertől, mellyel légi- és kompjáratok kötik össze. Ugyanilyen távolságra van a szintén repülőgéppel vagy komppal elérhető Seattle-től és 40 km-re a komppal elérhető Port Angelestől. Ez utóbbi városok az USA-hoz tartoznak (Washington állam) a Juan de Fuca-szoros túloldalán.

## Története

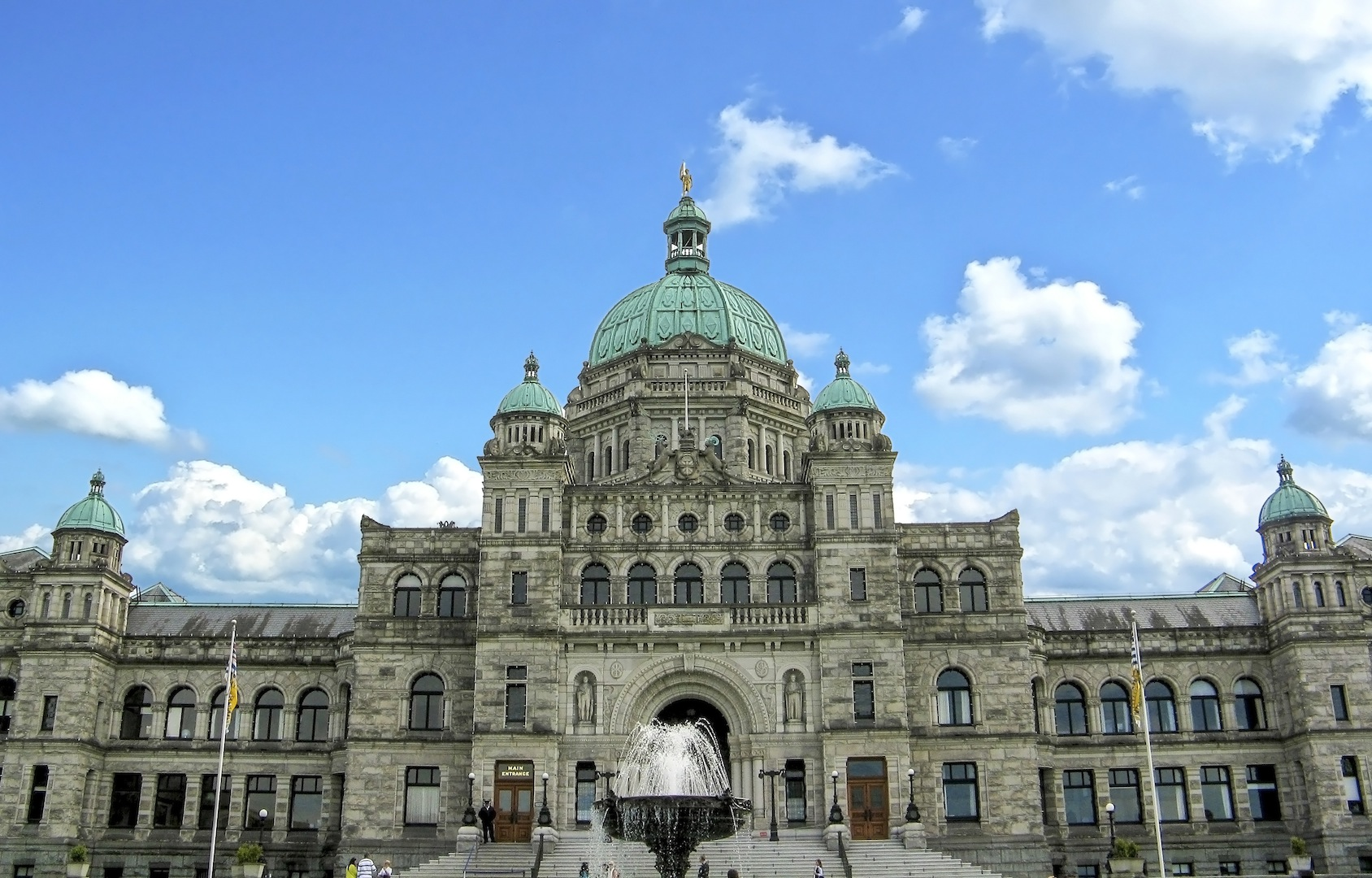
Brit Columbia parlamentje

A város az 1837-ben az Egyesült Királyság trónjára került Viktória brit királynő után kapta nevét. Az északnyugati csendes-óceáni partvidék egyik legrégibb városa, brit településként jött létre 1841-ben.
A fehérek letelepedése a Victoria erőd építésével kezdődött a Hudson Öböl Társasság kezdeményezésére 1843-ban, James Douglas társasági megbízott irányításával, aki a helyet kiválasztotta és szorosan kötődött a kialakuló közösséghez. A művelhető földek közelségében fekvő és kitűnő kikötőhelyre tekintő erőd a Hudson Öböl Társaság prémkereskedő központjává vált a Csendes óceáni partvidéken. Az erősség mellett 1851/52-ben kijelölt városi területen egy falu nőtt ki, amit szintén Victoria-nak neveztek. Felvirágzása az 1858-as aranylázzal bontakozott ki, a Fraser folyó felé igyekvő aranyásók beözönlésével. Az 1860-as években lebontott erőd helyét egy nyüzsgő kereskedelmi bázis foglalta el és Victoria 1862-ben városi rangot kapott. Sok éven keresztül ez volt a legforgalmasabb tengeri kikötő San Franciscotól északra és a Belső Kikötő folyamatosan fogadta a mindenfelől érkező hajókat. A helyi gazdasági tevékenység jelentős ágazatai voltak a hajóépítés, fűrészmalmok, kereskedelmi halászat és prémfóka vadászat. Esquimalt városrész brit haditengerészeti bázissá nyilvánításával 1865-ben a hadsereg is jelentős gazdasági és társadalmi tényezővé vált.
Az első európai felfedezők nagyon népes bennszülött településekről számoltak be ezen a partvidéken. A város területén a telepesek érkezésekor a Partmenti-Salish őslakosság falvai feküdtek, talán már évezredekkel a bevándorló telep létesítése előtt is. Victoriában, hasonlóan sok más Vancouver szigeti településhez, jelenleg is jelentős számú és vegyes származású őslakos él, akik a sziget más tájairól és azon túli területekről költöztek ide.
A város sok történelmi épületét megőrizte, különös tekintettel a két legnevezetesebbre: Brit Columbia parlamenti épülete (1897-ben készült el és Brit Columbia törvényhozó testületének ad otthont) és az Empress szálló (1908-ban nyílt meg). Kínai városrésze a második legrégebbi Észak Amerikában a San Franciscó-i után.

## Turizmus, kultúra

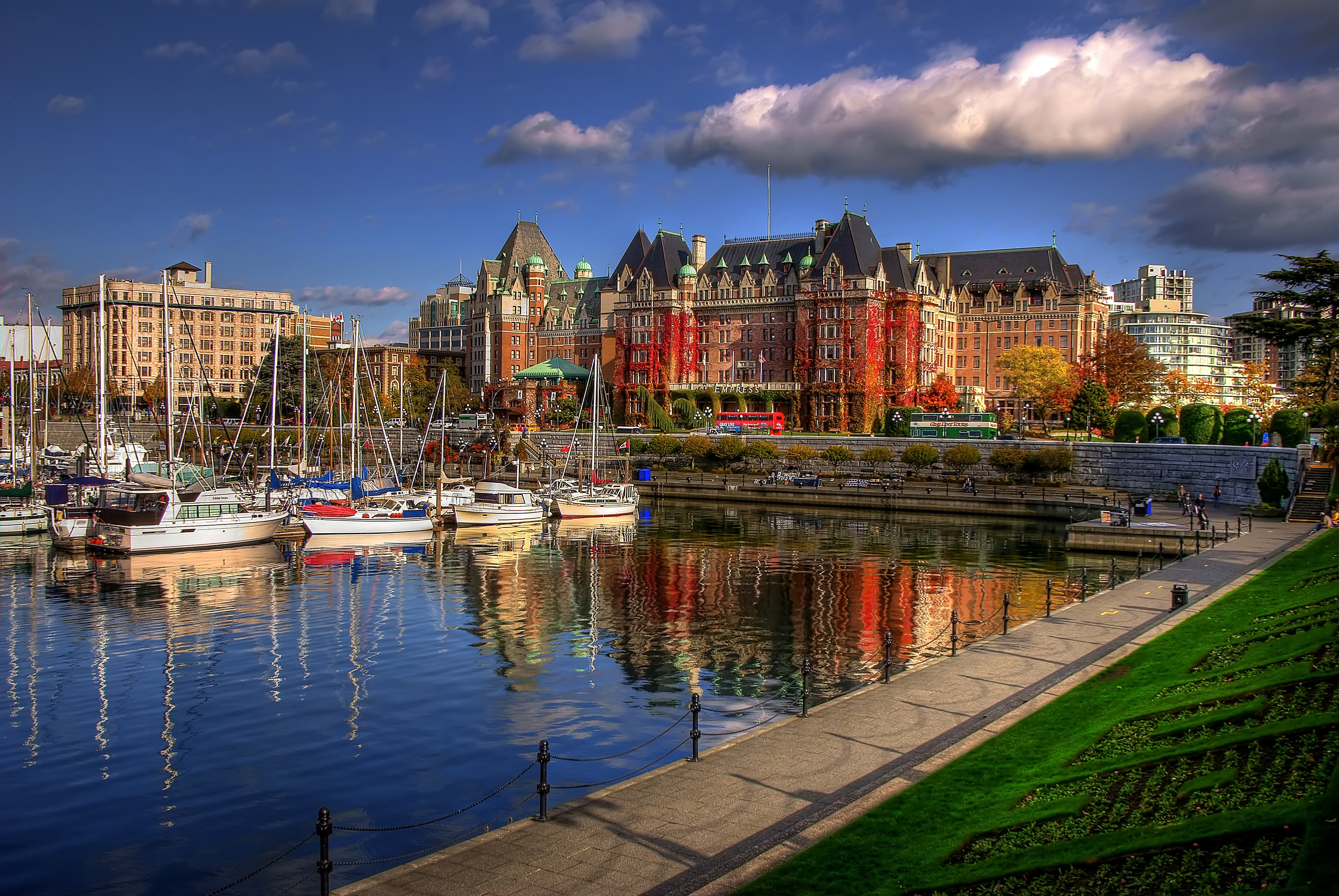
A belső kikötő és a Fairmont Empress szálloda

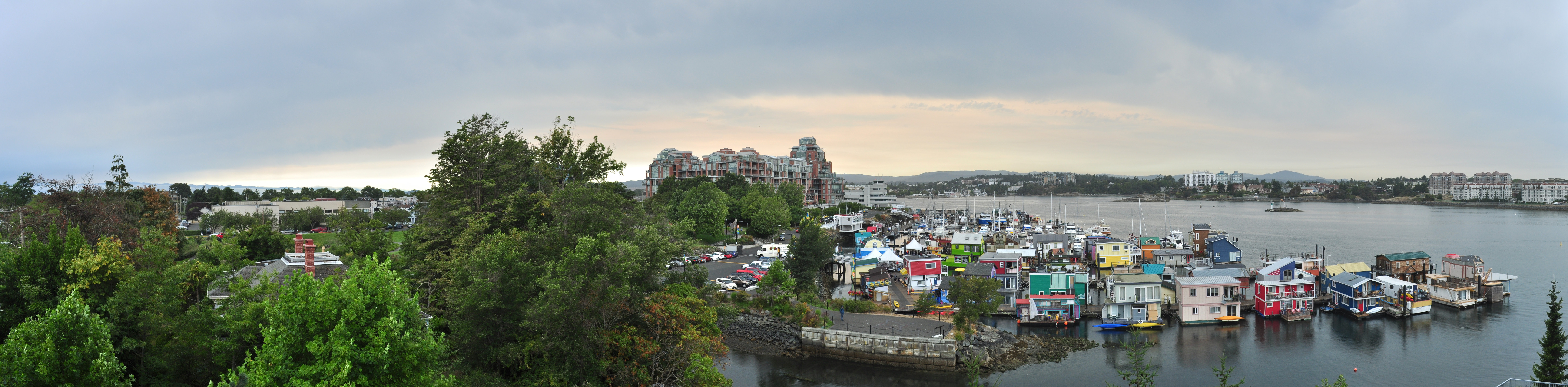
Halászrakpart

Mint a „Kertek Városa” Victoria vonzó és népszerű turisztikai célpont. A városban sok a diák, akik olyan népszerű intézményekben tanulnak mint a Victoriai Egyetem, a Camosun Főiskola, vagy a Royal Roads Egyetem. A nyugdíjasok körében is népszerű a város, kedvelik a környék mérsékelt, általában télen is hómentes klímáját és kisvárosias nyugalmát.